# Hermippus arjuna
Hermippus arjuna là một loài nhện trong họ Zodariidae.
Loài này thuộc chi Hermippus. Hermippus arjuna được Frederick Henry Gravely miêu tả năm 1921.